# Zettling
Zettling est une ancienne commune autrichienne du district de Graz-Umgebung en Styrie.
Elle a fusionné depuis le 1er janvier 2015 avec Unterpremstätten  et est incorporée à la nouvelle municipalité de Premstätten.